# Ron Steens
Ronaldus Franciscus Johannes (Ron) Steens (Rotterdam, 18 juni 1952 – 30 september 2024) was een Nederlands hockeyer en speelde 167 interlands, waarvan 86 als aanvoerder (43 doelpunten) voor de Nederlandse hockeyploeg. De langharige middenvelder verdedigde de clubkleuren van achtereenvolgens Ring Pass, Victoria en HC Klein Zwitserland.
Steens maakte zijn debuut voor het Nederlands elftal op 25 maart 1973 in Londen, in een in 2-2 geëindigd oefenduel tegen Schotland. Hij nam deel aan twee Olympische Spelen: Montreal 1976 (vierde plaats) en Los Angeles 1984 (zesde plaats).
In 1985 speelde hij zijn laatste interland. Steens was sinds 2005 werkzaam bij een commercieel adviesbureau, GITP, waar hij afdelingsdirecteur was. Zijn broer Tim kwam eveneens uit voor het Nederlands hockeyelftal.
Steens overleed op 30 september 2024 op 72-jarige leeftijd.
Jan Albers · 
André Bolhuis · 
Theodoor Doyer · 
Geert van Eijk · 
Imbert Jebbink · 
Hans Jorritsma · 
Wouter Kan · 
Coen Kranenberg · 
Hans Kruize · 
Wouter Leefers · 
Paul Litjens · 
Maarten Sikking · 
Ron Steens · 
Tim Steens · 
Bart Taminiau · 
Rob Toft ·
Coach: Wim van Heumen
Peter van Asbeck · 
Ewout van Asbeck · 
Lex Bos · 
Roderik Bouwman · 
Cees Jan Diepeveen · 
Theodoor Doyer · 
Maarten van Grimbergen · 
Arno den Hartog · 
Tom van 't Hek · 
Pierre Hermans · 
René Klaassen · 
Hans Kruize · 
Jan Hidde Kruize · 
Ties Kruize · 
Eric Pierik · 
Ron Steens ·
Coach: Wim van Heumen